# Helodeaster
 Helodeaster (G.L.Nesom, 2020) è un genere di piante angiosperme dicotiledoni della famiglia delle Asteraceae, sottofamiglia Asteroideae, tribù Astereae (Aster lineage) e sottotribù Asterinae.

## Etimologia
Il nome scientifico del genere è stato definito dal botanico Guy L. Nesom (1945-) nella pubblicazione " Phytoneuron. Digital Publications in Plant Biology" ( Phytoneuron 2020-54: 2 ) del 2020.

## Descrizione

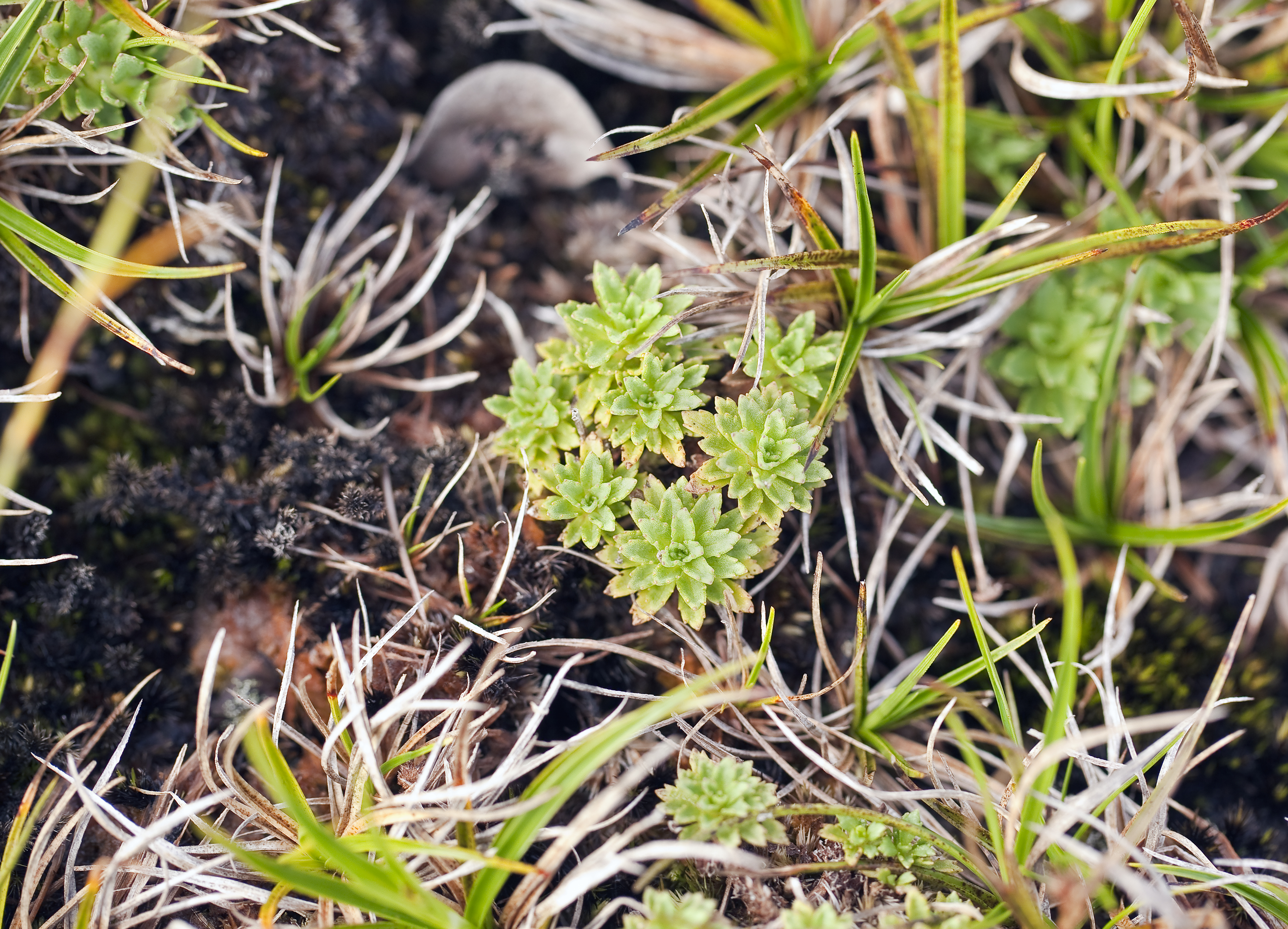
Il portamento
Helodeaster erici

### Portamento
Le specie di questo genere hanno un habitus di tipo erbaceo perenne.

### Fusto
La parte aerea in genere è eretta, semplice o ramosa. Sono presenti dei rizomi ingrossati.

### Foglie
Le foglie in genere sono disposte in modo alternato e sono basali (possono formare una rosetta basale). La lamina è semplice, arrotondata e ingrossata. Sulla superficie possono essere presenti dei punti ghiandolari.

### Infiorescenza
Le sinflorescenze sono scapose (capolini solitari). Le infiorescenze vere e proprie sono composte da un capolino terminale peduncolato bratteato di tipo disciforme con fiori eterogami. I capolini sono formati da un involucro, con forme da cilindriche a campanulate, composto da diverse brattee, al cui interno un ricettacolo fa da base ai fiori di due tipi: fiori del raggio e fiori del disco. Le brattee, piatte e a consistenza erbacea, sono disposte in modo più o meno embricato su più serie. Il ricettacolo in genere è nudo ossia senza pagliette a protezione della base dei fiori; la forma è piatta o da convessa a conica.

### Fiori
I fiori sono tetra-ciclici (formati cioè da 4 verticilli: calice – corolla – androceo – gineceo) e pentameri (calice e corolla formati da 5 elementi). Si distinguono in:
- fiori del raggio (esterni): sono femminili e sono disposti su una sola serie; le corolle sono ridotte;
- fiori del disco (centrali): sono più numerosi con forme tubulose terminanti con dei lobi; sono ermafroditi (le ovaie sono fertili).

- Formula fiorale:

*/x K {\displaystyle \infty }, [C (5), A (5)], G 2 (infero), achenio
- Calice: i sepali del calice sono ridotti ad una coroncina di squame.

- Corolla: la forma della corolla è più o meno imbutiforme alla base; mentre all'apice è strettamente ligulata (zigomorfa) o tubolare con 5 (raramente 4) lobi (attinomorfa). I colori della corolla sono giallo, violaceo, bianco o rosso.

- Androceo: l'androceo è formato da 5 stami sorretti da filamenti generalmente liberi; gli stami sono connati e formano un manicotto circondante lo stilo; le teche (produttrici del polline) alla base sono troncate e sono lievemente auricolate (molto raramente sono speronate o hanno una coda); le appendici apicali delle antere hanno delle forme piatte e lanceolate; il tessuto endoteciale (rivestimento interno dell'antera) è quasi sempre polarizzato (con due superfici distinte: una verso l'esterno e una verso l'interno). Il polline è sferico con un diametro medio di circa 25 micron;  è tricolporato (con tre aperture sia di tipo a fessura che tipo isodiametrica o poro) ed è echinato (con punte sporgenti).[9][12]

- Gineceo: l'ovario è infero uniloculare formato da 2 carpelli.[5] Lo stilo (il recettore del polline) è profondamente bifido (con due stigmi divergenti) e con le linee stigmatiche marginali separate.[13] I due bracci dello stilo hanno una forma da lanceolata a deltoide e possono essere papillosi o ricoperti da ciuffi di peli. Lo stilo dei fiori del raggio è supinato.

### Frutti
I frutti sono degli acheni senza pappo; in alcune specie è presente un certo dimorfismo (gli acheni dei fiori del raggio differiscono dagli acheni dei fiori del disco);
- achenio: gli acheni, con forme obovate, sono lateralmente compressi con due nervature laterali; la superficie normalmente è cosparsa da setole, qualche volta ghiandolose (un anello apicale); la parete dell'achenio è formata da celle contenenti rafidi ma prive di fitomelanina; il carpoforo normalmente è anulare; le setole con punte a forma di ancora non sono presenti; non è presente un becco apicale.

## Biologia
Impollinazione: l'impollinazione avviene tramite insetti (impollinazione entomogama tramite farfalle diurne e notturne).

Riproduzione: la fecondazione avviene fondamentalmente tramite l'impollinazione dei fiori (vedi sopra).

Dispersione: i semi (gli acheni) cadendo a terra sono successivamente dispersi soprattutto da insetti tipo formiche (disseminazione mirmecoria). In questo tipo di piante avviene anche un altro tipo di dispersione: zoocoria. Infatti gli uncini delle brattee dell'involucro (se presenti) si agganciano ai peli degli animali di passaggio disperdendo così anche su lunghe distanze i semi della pianta. Inoltre per merito del pappo il vento può trasportare i semi anche a distanza di alcuni chilometri (disseminazione anemocora).

## Distribuzione e habitat
Le specie di questo genere sono distribuite nelle Hawaii.

## Sistematica
La famiglia di appartenenza di questa voce (Asteraceae o Compositae, nomen conservandum) probabilmente originaria del Sud America, è la più numerosa del mondo vegetale, comprende oltre 23.000 specie distribuite su 1.535 generi, oppure 22.750 specie e 1.530 generi secondo altre fonti (una delle checklist più aggiornata elenca fino a 1.679 generi). La famiglia attualmente (2021) è divisa in 16 sottofamiglie; la sottofamiglia Asteroideae è una di queste e rappresenta l'evoluzione più recente di tutta la famiglia.

### Filogenesi
Il genere di questa voce è descritto nella sottotribù Asterinae, una delle quasi 40 sottotribù della tribù Astereae. In base alle ultime ricerche nella tribù sono stati individuati (provvisoriamente) 5 principali lignaggi:
- Basal grade: include alcuni generi isolati, il gruppo "South American-Oceania",  alcune sottotribù africane e il gruppo dei generi legnosi del Madagascar.
- Bellis lineage: comprende le sottotribù eurasiatiche e una sottotribù africana.
- Aster lineage: include i generi asiatici di Asterinae e i principali gruppi dell'Australia e dell'Oceania.
- Baccharis lineage: include alcuni gruppi sudamericani.
- North American lineage: include la vasta gamma di sottotribù del Nordamerica, Messico e alcuni gruppi distribuiti nel Sudamerica.

Il genere  Helodeaster (insieme alla sottotribù Asterinae) è incluso nel Aster lineage i cui caratteri principali sono: la base delle antere sono prive di code e non sono calcarate (speronate); le linee stigmatiche dei bracci dello stilo sono totalmente separate; i due bracci dello stilo hanno una forma breve o allungata da lanceolata a deltoide e possono essere papillosi o ricoperti da ciuffi di peli (all'esterno, mentre all'interno sono glabri). La distribuzione della maggior parte delle specie di questo gruppo è nelle regioni temperate nord e sud.
La sottotribù Asterinae comprende una trentina di generi suddivisi in 4 rami principali: Psychrogeton - Hersileoides - Asterothamnus - Aster. Il genere di questa voce è incluso nel ramo denominato "Psychrogeton branch" e sottogruppo denominato "Myriactis group" insieme ai generi Myriactis e Metamyriactis. Le specie di questo genere sono da poco state segregate dal genere indonesiano Keysseria Lauterb.; in particolare dalla sezione Keysseria sect. Sandwicactis Nesom, 2001. Differiscono nei fiori a disco fertili (rispetto a quelli sterili in Indonesia) e nella morfologia dell'achenio. Inoltre le piante hawaiane come habitat preferiscono le torbiere della foresta pluviale, mentre quelle indonesiane sono limitate agli habitat alpini. Le analisi filogenetiche sui dati molecolari indicano che le specie hawaiane sono più strettamente imparentate con il genere Myriactis.
I caratteri distintivi del genere  Helodeaster sono:
- i fiori del disco sono fertili;
- l'achenio non un becco, un collare ghiandoloso apicale;
- l'habitat preferito sono le torbiere della foresta pluviale.

Il numero cromosomico delle specie di questo genere è: 2n = 54.

### Elenco delle specie
Questo genere ha 3 specie:
- Helodeaster erici (C.N.Forbes) G.L.Nesom
- Helodeaster helenae  (C.N.Forbes & Lydgate) G.L.Nesom
- Helodeaster maviensis  (H.Mann) G.L.Nesom